# Rumex aquitanicus
Rumex aquitanicus Rech.f. es una especie de plantas de la familia de las poligonáceas. 

## Hábitat
Se encuentra en herbazales nitrófilos, en terrenos alterados, prados húmedos y claros de bosque. Prefiere terrenos nitrificados en alturas de 1200 - 1700 m s. n. m.

## Distribución
Endémica del norte de la península ibérica; en España se conoce del oeste del Pirineo (Huesca y Navarra), noroeste del Sistema Ibérico y cordillera cantábrica.

## Descripción
Planta herbácea perenne que difiere de Rumex pseudalpinus en las valvas, de 5-8 x 5,5-9 mm, (acorazonadas o redondeadas), de menor o igual longitud que la anchura y con el borde netamente dentado.

## Taxonomía
Rumex aquitanicus fue descrita por   Karl Heinz Rechinger  y publicado en Repertorium Specierum Novarum Regni Vegetabilis' 26: 177. 1929. 
Etimología
Ver: Rumex
aquitanicus: epíteto geográfico que alude a su localización en Aquitania.
Sinonimia
- Rumex cantabricus Rech.f.[2]